# اچ‌ال-۶
اچ‌ال-۶ (به انگلیسی: CNNA_HL-6) یک هواگرد ملخ‌پیشین تک‌موتوره از نوع آموزشی تجاری ساخت شرکت CNNA است. هواگرد اچ‌ال-۶ نخستین پروازش را در اکتبر ۱۹۴۲ میلادی انجام داد. در مجموع، تعداد ۶۰ فروند از این هواگرد ساخته شده‌است.